# Mount Allison
Mount Allison ist ein Berg im ostantarktischen Viktorialand. Er ragt in den Monument-Nunatakkern 5 km nordöstlich des Mount Stuart auf.
Der United States Geological Survey kartierte ihn anhand eigener Vermessungen und mittels Luftaufnahmen der United States Navy zwischen 1960 und 1964. Das Advisory Committee on Antarctic Names benannte ihn nach dem US-amerikanischen Biologen Richard G. Allison, der von 1965 bis 1966 und 1967 bis 1968 auf der McMurdo-Station tätig war.